# Episcopio (Padova)
L'Episcopio patavino, chiamato più spesso Vescovado, è un palazzo che si innalza accanto alla Basilica Cattedrale di Santa Maria Assunta a Padova, tra piazza Duomo, via Dietro Duomo e via Vescovado. La costruzione fu castello vescovile già nell'VIII secolo. Nei secoli seguenti perse i connotati bellici mutando a residenza di rappresentanza dei vescovi della città, che tuttora vi risiedono. Alterato negli anni cinquanta dello scorso secolo, oggi è in parte visitabile, inserito nel circuito del Museo Diocesano.
Alcune strutture del palazzo sono state recentemente datate all'VIII secolo e al IX secolo. 
Conserva affreschi di dei secoli XII e XIV e opere di Jacopo Parisati e di Bartolomeo Montagna.
Al suo interno si conservano le medievali prigioni vescovili rara testimonianza dell'antica giurisdizione degli episcopi veneti.

## La Biblioteca Capitolare
La sua origine risale all'istituzione del Capitolo dei Canonici (Schola Sacerdotum) la cui più antica memoria risale all'874. La biblioteca, concepita come collezione di libri che trattano di tutte le materie e che sono messi a disposizione degli studiosi, fu fondata dal vescovo Jacopo Zeno (1460-1481) e venne aperta al pubblico da Pietro Foscari. Tutt'oggi si conservano molti volumi della raccolta di Jacopo Zeno, sono stati aggiunti inoltre molti volumi provenienti dal clero, dagli studiosi padovani dall'Italia e dalla Francia.
La biblioteca possiede in totale oltre 300 Codici e più di 400 incunaboli. Uno dei più importanti codici è un Sacramentario molto considerato al tempo dell'imperatore Lotario (820-855), al quale si aggiunge Martirologio del IX secolo, con pagine in lettere d'oro e capitali elegantissime di provenienza Carolingia. Altro rilevante operato presente all'interno della Biblioteca è un Antifonario Gregoriano, nel quale vi sono tutte le note musicali scritte prima della riforma di Guido d'Arezzo, risalente all'XI secolo e di appartenenza dei Monaci Benedettini. 

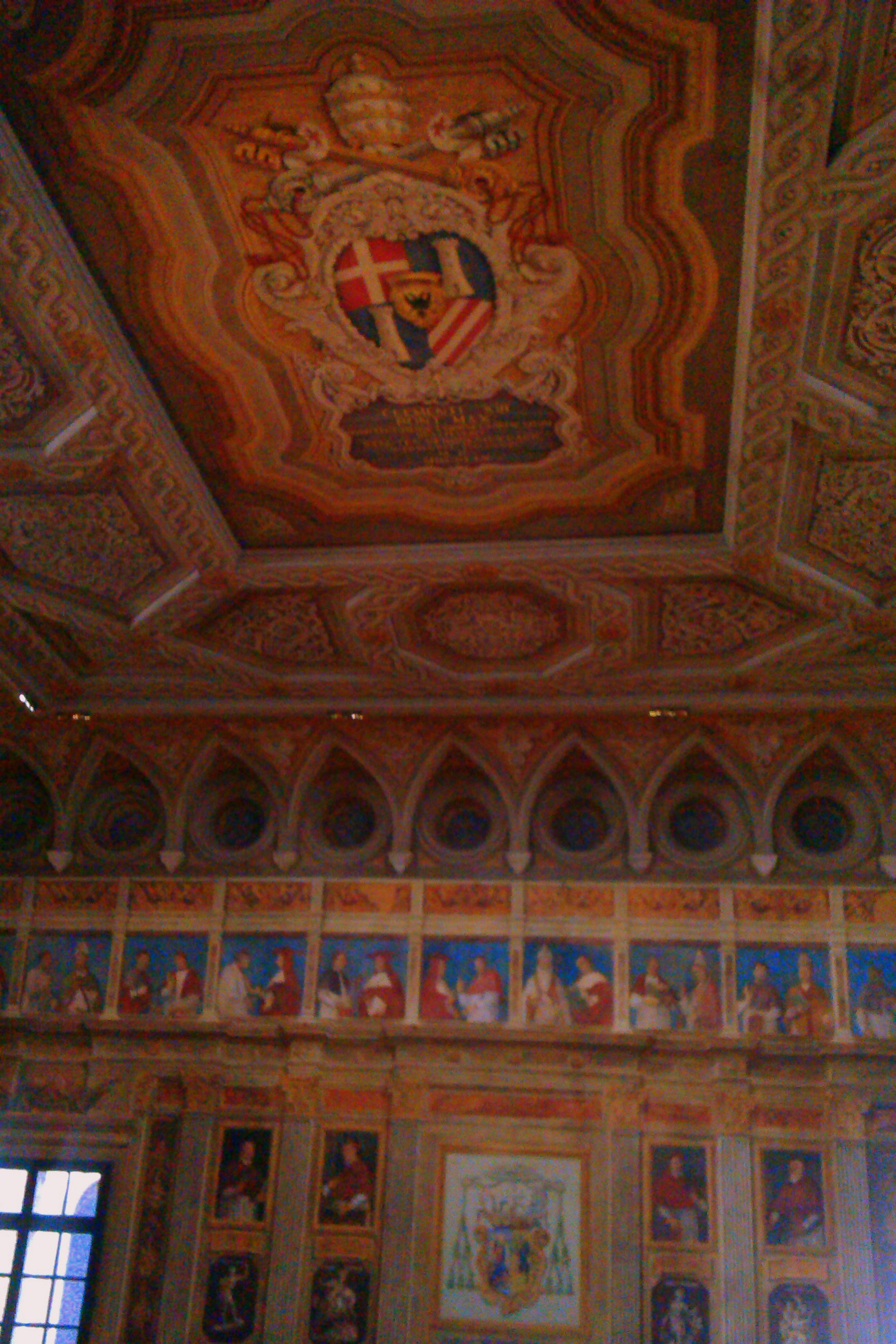
Sala del Trono Salone dei Vescovi con i ritratti dei vescovi padovani. Il soffitto è decorato dalle armi di Clemente XIII

È presente inoltre un Evangeliario miniato di Isidoro del 1170, contenente 8 composizioni e ornato di 37 iniziali miniate, esso è un documento importante per la scrittura gotica padovana e per l'arte che si ispira alla corrente miniaturista di Salisburgo. Tale codice è protetto tra due tavole rivestite in velluto cremisi. Tra gli Incunaboli sono presenti tutti gli autori latini e greci preferiti al tempo, molti di questi hanno la prima pagina miniata e iniziali sparse nel testo. Eccelle un incunabolo di Stazio, non va dimenticato poi quello di Dante e un Messale del vescovo Pietro Barozzi, donato al Duomo di Padova, edizione (1491) di gran lusso e riccamente miniato.
Giordano Pasetto, dei frati predicatori, maestro di musica per 35 anni al Duomo, ha donato le sue opere musicali (1522) in tre volumi. I codici di Pasetto sono studiati in Inghilterra e specialmente America. L'insigne umanista Sperone Speroni ha copiato alla Biblioteca tutti i suoi Manoscritti.
Sino al XVIII la biblioteca era ospitata nei locali sopra la Sacrestia dei Canonici, nella Cattedrale.

## Museo Diocesano
Il Museo Diocesano è stato istituito in occasione del Giubileo del 2000 e si articola tra alcuni ambienti del palazzo. Espone opere provenienti dalle collezioni dei Canonici patavini e provenienti dalle chiese della diocesi.